# Microcampylopus kouroussensis
Microcampylopus kouroussensis là một loài Rêu trong họ Dicranaceae. Loài này được (Renauld & Paris) P.W. Richards & Clear mô tả khoa học đầu tiên năm 1967.